# Orlando Calixte
Orlando Calixte (né le 3 février 1992 à Saint-Domingue, République dominicaine) est un joueur d'arrêt-court de la Ligue majeure de baseball.

## Carrière
Orlando Calixte signe son premier contrat professionnel en 2010 avec les Royals de Kansas City.
Il débute en 2010 sa carrière professionnelle en ligues mineures et gradue au début de la saison 2015 au niveau Triple-A. Après 7 matchs pour les Storm Chasers d'Omaha, Calixte fait ses débuts dans le baseball majeur le 19 avril 2015 avec les Royals de Kansas City dans un match face aux Athletics d'Oakland.